# Wild Flowers
「Wild Flowers」（ワイルド フラワーズ）は、日本の歌手グループ・RAMARの4枚目のシングル。1999年11月9日に発売された。

## 解説
MBS・TBS系アニメ『ゾイド -ZOIDS-』のオープニングテーマ。
同作品のエンディングテーマは計4曲使用されているが、1年以上に及ぶ放送期間でのオープニングテーマは本曲のみが使用されている。

## 収録曲
1. Wild Flowers
作詞：酒井悠介、作曲：丸山哲央、編曲：RAMAR & 笹路正徳
2. Social Climber
作詞・作曲：丸山哲央、編曲：RAMAR & 笹路正徳
3. Wild Flowers （Off vocal version）

## 楽曲の収録作品
- ゾイド オリジナルサウンドトラックプラス 〜鋼鉄の慟哭〜
- ゾイド オリジナルサウンドトラック プラス2 - インスト3種を収録

### セルフカバー
- 極上☆FUTURE - カバーバージョンを収録
- BRIDGE 〜RAMAR THE BEST!!〜 - 上記とは異なるカバーバージョンを収録
- ENDLESS ADVENTURE（コトブキヤHMMシリーズ「シールドライガーRAMARスペシャル」付属シングル） - カップリングとして「Acoustic ver.」を収録

### カバー
- 岸尾だいすけ（バン・フライハイト役）のアルバム「BIRTHDAY」 - カバーバージョンを収録
- 梶裕貴 - 2009年3月18日リリース『百歌声爛 男性声優編Ⅲ』収録